# ミュージカル異国の丘
『ミュージカル異国の丘』は、西木正明の『夢顔さんによろしく』に想を得た浅利慶太の演出により、劇団四季が断続的に上演しているミュージカル作品。2001年初演。
主人公の九重秀隆は近衛文隆をモデルとし、実際に近衛文隆により試みられた和平工作事件を素材に物語が構築されている。劇団四季の昭和三部作と呼ばれる作品群の一つ（残り二作は『ミュージカル李香蘭』と『ミュージカル南十字星』）。
但し、昭和24年（1949年）に封切、上映された映画『異国の丘』とはストーリーが異なる（関連項目にある吉田正の歌謡曲「異国の丘」がこの映画で採用されている）。

## 公演

### スタッフ
- 企画・演出・美術：浅利慶太
- 台本：浅利慶太、湯川裕光、羽鳥三実広
- 作曲：三木たかし、吉田　正、近衛文隆
- 作詞：浅利慶太、岩谷時子、荒木とよひさ、松田宏一、増田幸治、佐伯孝夫（補作詞）、越智登喜男
- 振付：加藤敬二
- 音楽監督：鎮守めぐみ
- 編曲：中川幸太郎、佐橋俊彦、山下康介、三木たかし
- 照明：紫藤正樹

### 主要キャスト
- 九重秀隆：石丸幹二、下村尊則、荒川務
- 宋愛玲：保坂知寿、佐渡寧子、木村花代
- 吉田：中嶋徹
- 神田：深水彰彦、武藤寛
- 西澤：深見正博、神保幸由
- 大森：川原洋一郎、江上健二 、田中廣臣
- 杉浦：宮川政洋、内海雅智、香川大輔
- 平井：有馬光貴、維田修二
- 宋美齢：武木綿子、八重沢真美、中野今日子
- 李花蓮：坂本里咲、秋本みな子、佐和由梨、濱田めぐみ、団こと葉、岡本結花
- 劉玄：栗原英雄、阿久津陽一郎、青山祐士
- 宋子明：日下武史、岡本隆生、青木朗、武見龍麿、山口嘉三
- 蔣賢忠：青山祐士、武藤寛、内海雅智、中村啓士、中村伝
- 九重菊麿：武藤寛、高林幸兵、山口嘉三、武見龍磨、岡本隆生、松宮五郎
- アグネス･フォーゲル夫人：末次美紗緒、久野綾希子、武木綿子、木村不時子、大橋伸予、西田有希
- クリストファー・ワトソン：広瀬明雄、岡本隆生、青木朗、武見龍麿、志村要、鈴木周
- メイ総領事：羽鳥三実広、高林幸兵、青木朗、高橋征郎、武見龍麿
- ナターシャ：大平敦子、山田あけ美、西村麗子、西田有希

（先頭がオリジナルキャスト）

### 主人公の名前
劇団四季が『ミュージカル異国の丘』の製作発表を会誌等で告知した時点では、主人公名は「九重秀隆」ではなく近衛文隆であり、他の人物も実名を利用したものであった。しかし製作段階で、九重などの架空の名前に改名されている。

### 無料招待
劇団四季の昭和三部作製作理念 「語り継ぐ日本の歴史」（劇団四季公式サイト内）に基づき、初演の頃より実際にシベリア抑留体験を持つ人物を、無料で公演に招待している。同じく昭和三部作の一つである『ミュージカル南十字星』の公演では、南方戦線従軍経験者が無料招待の対象となっている。